# Zbigniew Kaszkur (fizyk)
Zbigniew Antoni Kaszkur – polski fizyk, profesor nauk ścisłych i przyrodniczych, pracownik naukowy Instytutu Chemii Fizycznej PAN.
Jest członkiem zarządu Polskiego Towarzystwa Promieniowania Synchrotronowego i Polskiego Towarzystwa Krystalograficznego oraz członkiem prezydium Komitetu Krystalografii PAN.